# Hůry
Pour les articles homonymes, voir Hury.
Hůry (en allemand : Hurr) est une commune du district de České Budějovice, dans la région de Bohême-du-Sud, en République tchèque. Sa population s'élevait à 615 habitants en 2023.

## Géographie
Hůry se trouve à 2 km au nord de Rudolfov, à 6 km au nord-est du centre de České Budějovice et à 120 km au sud de Prague.
La commune est limitée par Libníč au nord, par Adamov à l'est, par Rudolfov, Vráto et České Budějovice au sud et par Úsilné à l'ouest.

## Histoire
La première mention écrite du village date de 1378.

## Transports
Par la route, Hůry se trouve à 9 km de České Budějovice et à 148 km de Prague.